# スキューバ (ディスプレイ)
スキューバ(SCUBA)はフィリップスが1997年11月に発売したヘッドマウントディスプレイ(HMD)である。

## 概要
1997年11月に発売され、一般向けに販売されたHMDとしては初期の部類に属する。当時の一般的なブラウン管と比較して値段の割りに画質が良くなかった。過渡期の製品だったという事もあるが、同時期の民生用HMDがどれも完成度が不十分だった事が現在まで至るHMDの普及低迷に影響を与えた。
Virtuality の元経営者が 『Jaguar VR』で使用されていた技術を使用して、ヘッドセットを製造した
。